# Munduk
Munduk is een bestuurslaag in het regentschap Buleleng van de provincie Bali, Indonesië. Munduk telt 5839 inwoners (volkstelling 2010).
Munduk ligt in het noorden van Bali en staat bekend om haar prachtige watervallen. Een bekende route is de Munduk Waterfall Trail; een hike langs 4 watervallen. Deze trail loopt langs de Golden Valley Waterfall, de Red Coral Waterfall, Labuhan Kebo en Melantig Waterfall.
1. ↑  Bali | Munduk Waterval Hike: De Ultieme Gids + Kaart (3 april 2023). Geraadpleegd op 20 april 2023.